# Fremanezumab
Fremanezumab, prodávaný pod obchodním názvem Ajovy, je lék používaný k prevenci migrény u dospělých. Fremanezumab je humanizovaná monoklonální protilátka. Patří do skupiny antagonistů peptidů souvisejících s kalcitoninovým genem.
Podává se injekčně pod kůži. Nejčastějším nežádoucím účinkem je bolest a zarudnutí v místě vpichu. Mezi další nežádoucí účinky patří alergické reakce.
Pro lékařské použití byl schválen ve Spojených státech v roce 2018, v Evropské unii v roce 2019 a ve Velké Británii v roce 2020. Ve Velké Británii byl v roce 2021 schválen pro použití nejen na chronickou, ale i na epizodickou migrénu.

## Interakce
Fremanezumab neinteraguje s jinými léky proti migréně, jako jsou triptany, námelové alkaloidy a analgetika. Obecně se očekává nízký potenciál interakcí, protože není metabolizován enzymy cytochromu P450.